# 荒祭宮
荒祭宮（あらまつりのみや）は三重県伊勢市宇治館町にある内宮（皇大神宮）の境内別宮である。
祭神は天照坐皇大御神荒御魂（あまてらしますすめおおみかみのあらみたま）。
第62回神宮式年遷宮（2013年）では、他の別宮に先駆けて10月10日午後8時に遷御が行われた。

## 概要
荒祭宮は内宮正宮北方（御正宮の後方）にある。
別宮とは「わけみや」の意味で、正宮に次ぎ尊いとされる
荒祭宮を「荒魂を祭る宮」の意味とするのが定説である。
『神宮雑例集』によると、創建は垂仁天皇26年10月であり、内宮の正殿と同時に建てられたという。

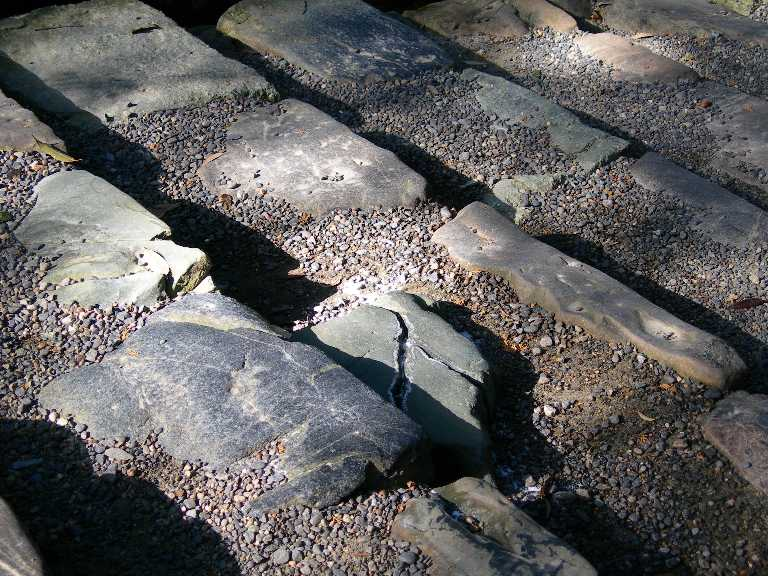
踏まぬ石

天照大神荒魂を祀る内宮の別宮は、境外に瀧原竝宮（たきはらならびのみや）があるが、荒祭宮は内宮に月讀宮、月讀荒御魂宮、伊佐奈岐宮、伊佐奈弥宮、瀧原宮、瀧原竝宮、伊雑宮、風日祈宮、倭姫宮と、あわせて10ある別宮の中で、第1位とされる。他の別宮よりも社殿が大きく、神御衣祭（かんみそさい）は外宮（豊受大神宮）では行わないが、内宮正宮と荒祭宮では毎年5月と10月に行なわれる。

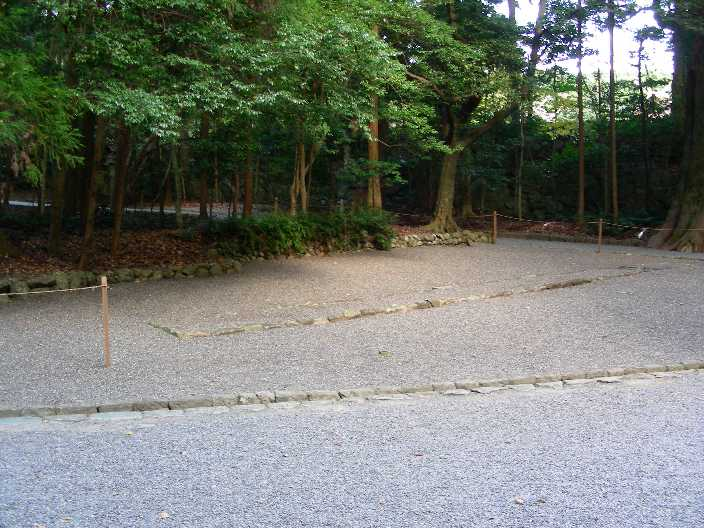
荒祭宮遥拝所

内宮正宮参拝後に参拝するのが正しいとされ、正宮石垣の角の籾種石（もみだねいし）を右手に見ながら右へ進み、稲を納める御稲御倉（みしねのみくら）、古い神宝を納める外幣殿（げへいでん）を左手に見ながら進んだ先の石段を一度降り、次の石段を上った先に荒祭宮がある。この時に降りる石段（約四十段下がったところ）には4つに割れ「天」の字のように見える石がある。この石は踏まぬ石と呼ばれ避けて通らなければならないとされ、江戸時代には既に言及されている。「踏まぬ石は天から降って来た」という伝説があるが、隕石ではなく水成岩であり、起源は定かではない。
荒祭宮に参拝できない場合のため、荒祭宮遥拝所が設けられている。籾種石の近くに石畳の上に位置する。本来は儀式（祭り）のために用いる。荒祭宮は、遷宮制度が導入される以前と考えられるが、内宮正宮の敷地で祀られていたと思われることが、伊勢神宮別宮瀧原宮の公式の由緒書きに記されている。

## 祭神
天照坐皇大御神荒御魂（あまてらしますすめおおみかみのあらみたま）。天照大神の荒魂（荒御玉）である。荒魂（アラミタマ）宮ではなく、荒祭（アラマツリ）宮と呼称する理由は不明。
神体は鏡である。804年（延暦23年）の『皇太神宮儀式帳』において、「荒祭宮一院　大神宮の北にあり、相去ること二十四丈　神宮の荒御魂宮と称う」とあり、また、927年（延長5年）成立の『延喜式』において、「荒祭宮一座　大神の荒魂」と記載されている。『中臣祓訓解』『倭姫命世記』『天照坐伊勢二所皇太神宮御鎮座次第記』『伊勢二所皇太神宮御鎮座伝記』は荒祭宮祭神の別名として瀬織津姫、八十禍津日神を記している。
　

## 祭事
皇大神宮に準じた祭事が行われ、神饌の種類や数量は正宮とほぼ同等である。祈年祭、月次祭、神嘗祭、新嘗祭の諸祭には皇室からの幣帛（へいはく）があり、皇室の勅使は正宮に続き、内宮別宮のうち荒祭宮のみに参行する。五月・十月におこなわれる神御衣祭（かんみそさい）は内宮と荒祭宮のみで行う。荒祭宮に対する神衣米物の数量は、大神宮に対して約半数である。
また、神宮式年遷宮の際は、内宮別宮のうちでは荒祭宮だけが正宮とほぼ同時期に遷宮を行う。なお、外宮別宮も本宮の荒魂を祀る多賀宮だけが同様の扱いを受けている。

## 社殿

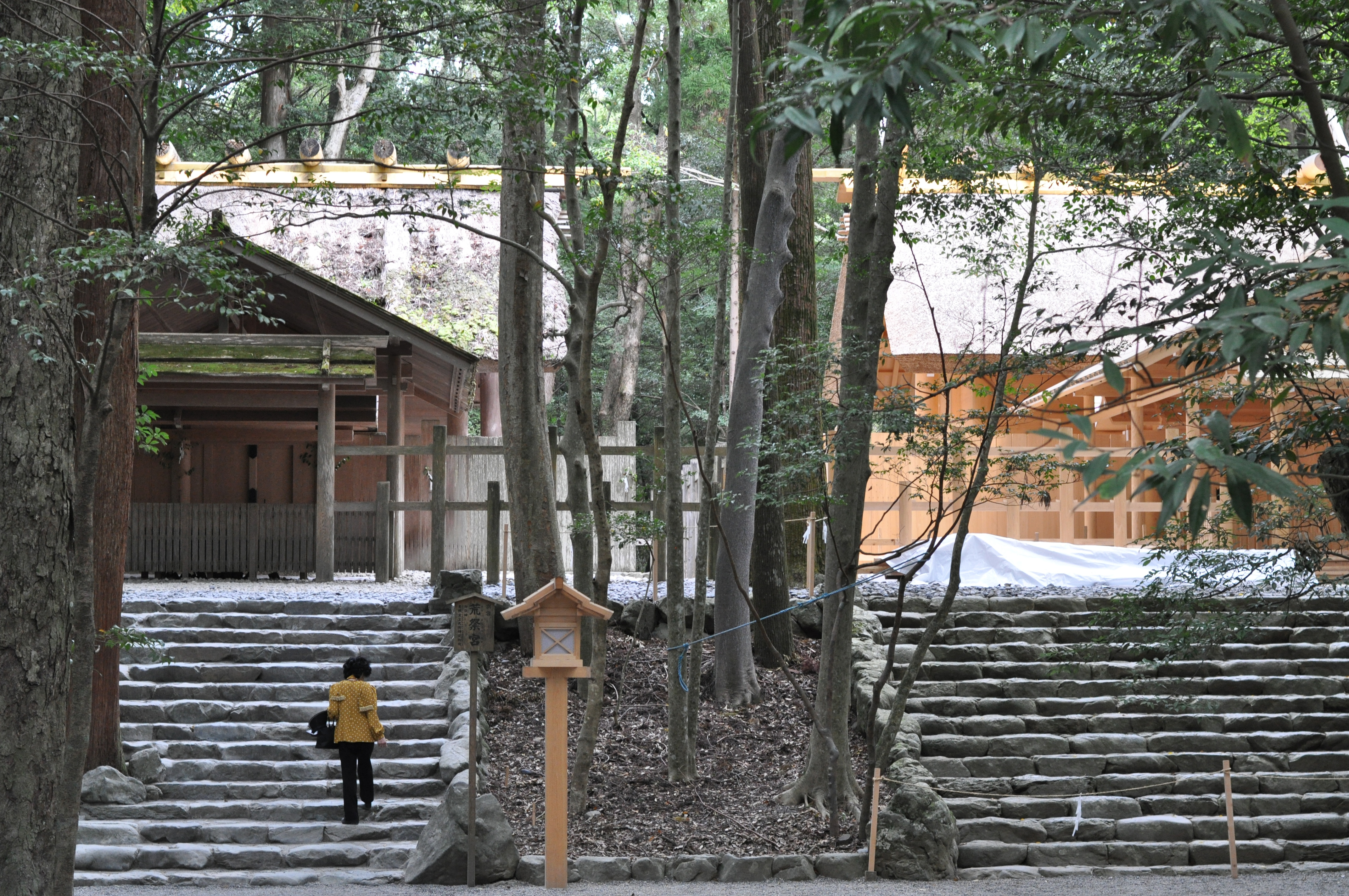
遷宮直前に新旧の社殿が並んでいる

荒祭宮（天照大御神荒魂）・多賀宮（豊受大神荒魂）とも鳥居が存在しないが、その理由は不明。荒祭宮の社殿は内宮に準じ、内削ぎの千木と、6本で偶数の鰹木を持つ萱葺の神明造で南面している。遷宮のための古殿地（新御敷地）は、東西に隣接している。幅6.42m（行2丈1尺2寸）、奥行4.24m（妻1丈4尺）、高さ4.48m（1丈4尺8寸）と、他の別宮よりも大きく定められている。
当初は神垣・忌火殿・御倉等も揃っていたが、いつしか失われた。室町時代には困窮していたが、江戸時代になり状況は若干改善。その後1909年（明治42年）に至り、完全な状態になった。1936年（昭和11年）には荒祭宮社殿にコウモリが巣食って遷座を余儀なくされ、二・二六事件（同年2月26日）など凶事続きのため荒祭宮に参拝しようとしていた高松宮宣仁親王（海軍軍人、昭和天皇弟宮）は「世にもおそろしく覚えたり」と著述している。
荒祭宮の前の石段中程には杉の木が聳えている。荒祭宮の石段は天明年間（江戸時代）につくられ、1909年（明治42年）に位置を若干かえた。この時期に「杉をそのまま残す」という決定がされたという。

## 交通
- 最寄駅：近鉄鳥羽線五十鈴川駅から約3km。
- 最寄バス停：三重交通内宮前バス停下車。
- 最寄インターチェンジ：伊勢自動車道伊勢インターチェンジから約2.1km。
- 駐車場：内宮前に駐車場があるが、正月などは利用できない。